# Llista de governadors de Querétaro

Escut de Querétaro

Aquesta és una llista dels governadors de Querétaro ordenada cronològicament. Segons la Constitució Política de l'Estat Lliure i Sobirà de Querétaro, l'exercici del Poder Executiu d'aquest estat mexicà, es diposita en un sol individu, que es denomina Governador Constitucional i que és elegit per a un període de 6 anys no reeligibles per cap motiu. El període governamental comença el dia 1 d'octubre de l'any de l'elecció i acaba el 30 de setembre després d'haver transcorregut sis anys. L'estat de Querétaro va ser creat en 1824, i és un dels estats originals de la federació, per la qual cosa al llarg de la seva vida històrica ha passat per tots els sistemes de govern vigents a Mèxic, tant el sistema federal com el sistema central, per la qual cosa la denominació de l'entitat ha variat entre estat i departament; variant juntament amb ella, la denominació del titular del Poder Executiu de l'Estat.
Els individus que han ocupat la Governatura de l'Estat de Querétaro, en les seves diferents denominacions, han estat els següents:

## Governadors de l'Estat Lliure i Sobirà de Querétaro Arteaga

### La Primera República (1823-1833)
- (1821 - 1825): El Triunvirato
- (1825): Andrés Quintanar
- (1825 - 1829): José María Diez Marina
- (1829): José Rafael Canalizo
- (1829 - 1830): Ramón Covarrubias
- (1830 - 1832): Manuel López de Ecala
- (1832 - 1833): José Rafael Canalizo
- (1833): José Antonio Mejía

### El Santanisme (1833-1857)
- (1833 - 1834): Lino Ramírez
- (1834 - 1937): José Rafael Canalizo
- (1837 - 1840): Ramón Covarrubias
- (1840): Sabás Antonio Domínguez
- (1840 - 1841): José Francisco Figueroa
- (1841 - 1842): Sabás Antonio Domínguez
- (1842): José Francisco Figueroa
- (1842 - 1844): Julián Juvera
- (1844): Sabás Antonio Domínguez
- (1844): Julián Juvera
- (1844 - 1846): Sabás Antonio Domínguez

### La Guerra de Reforma i el Segon Imperi (1857-1867)
- (1857): José María Arteaga
- (1857): Manuel Montes Navarrete
- (1858): José María Arteaga
- (1860 - 1862): José María Arteaga
- (1862 - 1863): José María Arteaga
- (1867): Manuel Domínguez

### La República Restaurada (1867-1876)
- (1867 - 1870): Julio M. Cervantes
- (1870): Miguel Eguiluz
- (1870): Margarito Mena
- (1870 - 1872): Julio M. Cervantes
- (1870): Leandro Múzquiz
- (1872): Juan N. Rubio
- (1872): Julio M. Cervantes
- (1872): José Francisco Bustamante
- (1872): Julio M. Cervantes
- (1872): José Francisco Bustamante
- (1872 - 1873): Ignacio Castro
- (1873 - 1875): Benito Santos Zenea
- (1873 - 1874): Francisco Villaseñor
- (1875: Francisco Villaseñor
- (1875): Luis G. Lanchazo
- (1875 - 1876): Francisco Villaseñor
- (1876): León Covarrubias
- (1876): Carlos M. Rubio
- (1876): Francisco A. Vélez
- (1876): Carlos Castilla
- (1876): Francisco Villaseñor

### El Porfiriato (1876-1911)
- (1876): Francisco A. Vélez
- (1876): Antonio Ruiz
- (1876 - 1880: Antonio Gayón
- (1877): Luis Castañeda
- (1880): José María Esquivel
- (1880 - 1883): Francisco González de Cosío
- (1883 - 1887): Rafael Olvera
- (1884): Timoteo Fernández de Jáuregui
- (1884): Timoteo Fernández de Jáuregui
- (1884): Alfonso M. Veraza
- (1885): Alfonso M. Veraza
- (1886): Alfonso M. Veraza
- (1886 - 1887): José Vázquez Marroquín
- (1887): José Vázquez Marroquín
- (1887): José Vázquez Marroquín
- (1887 - 1911): Francisco González de Cosío
- (1900): José Vázquez Marroquín
- (1900): José María Esquivel
- (1900 - 1901): José Vázquez Marroquín

### La Revolució (1911-1917)
- (1911): Adolfo de la Isla
- (1911): Alfonso M. Veraza
- (1911): José Antonio Septién
- (1911 - 1913): Carlos M. Loyola
- (1913 - 1914): Joaquín F. Chicarro
- (1914): José Antonio Septién
- (1914): Francisco Murguía
- (1914): Federico Montes
- (1914 - 1915): Teodoro Elizondo
- (1915): Gustavo Bravo
- (1915): José Siurob Ramírez
- (1915): Luis Pérez
- (1915 - 1917): Federico Montes
- (1916 - 1917): Emilio Salinas

### L'Estat Mexicà Modern (1917-)
- (1917 - 1919): Ernesto Perusquía
- (1919 - 1920): Salvador Argain
- (1920): Fernando N. Villarreal
- (1920): Rómulo de la Torre
- (1920 - 1923): José María Truchuelo
- (1921): Alfonso M. Veraza
- (1923): Francisco Ramírez Luque
- (1923): Fernando Ávalos
- (1923 - 1924): Joaquín de la Peña Terán
- (1924 - 1925): Julián Malo Juvera
- (1925): Agustín Herrera Pérez
- (1925): Alfonso Ballesteros Ríos
- (1925 - 1927): Constantino Llaca Nieto
- (1927): Fernando Díaz Ramírez
- (1927 - 1929): Abraham Araujo
- (1929): José B. Alcocer
- (1929 - 1930): Ángel Vázquez Mellado
- (1930): José B. Alcocer
- (1930 - 1931): Ramón Anaya
- (1931): Antonio Pérez Alcocer
- (1931 - 1935): Saturnino Osornio
- (1935 - 1939): Ramón Rodríguez Familiar
- (1939 - 1943): Noradino Rubio
- (1943 - 1949): Agapito Pozo Balbás
- (1949): Eduardo Luque Loyola
- (1949 - 1955): Octavio Mondragón
- (1955 - 1961): Juan C. Gorráez
- (1961 - 1967): Manuel González Cosío
- (1967 - 1973): Juventino Castro Sánchez
- (1973 - 1979): Antonio Calzada Urquiza
- (1979 - 1985): Rafael Camacho Guzmán
- (1985 - 1991): Mariano Palacios Alcocer
- (1991 - 1997): Enrique Burgos García
- (1997 - 2003): Ignacio Loyola Vera
- (2003 - 2009): Francisco Garrido Patrón
- (2009 - 2015): José Eduardo Calzada Rovirosa
- (2015): Jorge López Portillo Tostado
- (2015 - 2021): Francisco Domínguez Servién